# 自主管理
自主管理（じしゅかんり）とは、作業の進捗や建造物を、当事者が自主的に管理すること。
歴史政治学的の分野においては、企業などの経営を資本家に代わって労働者が行う場合を意味することが多い（労働者自主管理ともいう）。ユーゴスラビアでは国家制度（自主管理社会主義）とされていたが、ポーランドでは1980年代に共産党独裁体制への抗議運動として自主管理労組「連帯」の活動が行われ、旧東欧圏崩壊のきっかけとなった。労働組合や経営団体が利害調整のために協議機関などを設けて政策立案・運営に当たる場合はコーポラティズムと呼ばれ、イタリア・ファシズムの協同体国家やヴァイマル憲法の経済議会などに原型があるとする説もある。第二次世界大戦後は労資の組織を政策決定に参加させる形態として広く採用され、ネオ・コーポラティズムと呼ばれる。社会民主主義諸国（北ヨーロッパやオーストリア）などには一般的に見られる。自主管理の場合、労働者による国家権力の掌握が見られる点で相違がある。
そのほかの例としては、マンションの住民が住民組合でその管理を行うことや、大学紛争の際に校舎を学生自治会が占拠することなどが挙げられる。